# Dorothea vom Ried
Dorothea vom Ried, auch vom Ridt, vom Riedt (oder „von“), oder nur Ridt, Ried oder Riedt, (* unbekannt, frühestens 1615; in: Österreich oder Stuttgart, † unbekannt) konzertierte als Gambistin im 17. Jahrhundert.

## Die Gambistin Dorothea vom Ried
Ein in der Preußischen Staatsbibliothek Berlin erhaltenes, 1623 gedrucktes lateinisches Lobgedicht des Nürnberger Pfarrers der Frauenkirche M. Joh. Saubertus, das sich vermutlich auf ein Kirchenkonzert von 1620 bezieht, nennt die 5-jährige Dorothea, musizierend im Kreise ihrer Eltern und dreier Geschwister; wobei ein 5-stimmiges Gloria von Christoph Buel Vocal- und Instrumentaliter musiciert wurde. 1657 wird Dorothea vom Ried vom Weimarer Hofdichter Georg Neumark, der selbst Gambe spielte, in einem barocken zweizeiligen Lobspruch als Gambensolistin gerühmt. 

„Stell nur dein Spielen ein/ du ädler Musenchor/ Denn Dorothee vom Ried/ die thuts Euch allen vor.“

 Der Zweizeiler wurde rund 80 Jahre später in Johann Gottfried Walthers Lexicon von 1732 ein weiteres Mal abgedruckt – Walther nennt ihn dort ein „Distichon“ (zweizeiliges antikes Versmaß) – wobei er Dorothea vom Ried, ebenso wie vor ihm Neumark, als „berühmte Violdagambistin“ bezeichnet. Mit „ädler Musenchor“ könnte ihre Familie gemeint sein, mit der sie schon als Kind konzertierte. 1657, als Neumarks Fortgepflantzter Lustwald, in dem sich das Distichon befindet, gedruckt wurde, muss sie inzwischen eine bekannte Solistin gewesen sein.
In den 1990er Jahren schrieb die Gambistin und Autorin des Buches Die Gambe Annette Otterstedt über Dorothea vom Ried.
Es war, wie dieser, auch der Musikwissenschaftlerin Linda Maria Koldau klar, dass Dorothea vom Ried eine Tochter des ehemaligen „Cammer Musicant Fortunatus Ridt“ war, der mit seiner Familie im 17. Jahrhundert Konzertreisen durch Europa unternahm. Sein Heimatort Pfaffstetten/Austriacum (Österreich), aus dem er aus Glaubensgründen fliehen musste, wird auf der Titelseite des Notendrucks von 1623 mitgeteilt. Koldau zufolge hat der Sondershausener Hoforganist Ernst Ludwig Gerber in seinem Lexikon von 1790/92 die Zugehörigkeit Dorotheas zur Familie Ridt überliefert. Beim Eintrag Neumarks „Dorothee vom Ried“ – Namensvarianten waren zur damaligen Zeit normal – fällt auf, dass aus dem Familienensemble kein weiteres Mitglied mit Namen erscheint. Der Notendruck von 1623 gibt wieder, was die Familie in Nürnberg Vocal- und Instrumentaliter musiciert hat, und nennt die Namen von vier am Konzert beteiligten Kindern: Maria, Adam, Matthias und Dorothea, letztere war der Quelle zufolge in diesem Jahr erst vier oder fünf Jahre alt.

### Konzertreisen der Musikerfamilie Ried
Die Dichterin Ricarda Huch erzählt von dem Gastspiel der Familie 1620 in Nürnberg in Der große Krieg in Deutschland. Die Quelle gibt sie nicht an. Die Quelle für Ricarda Huch dürfte der Notendruck von 1723 mit lateinischem Vorwort gewesen sein, der sich in der Staatsbibliothek Berlin befindet. Aufgrund Huchs Erzählung aus dem Dreißigjährigen Krieg hatte die Familie im Gasthaus Zur Goldenen Gans einen vielbeachteten Auftritt und musizierte danach in der Lorenzkirche, dabei sangen sie 5-stimmig (Vater, Mutter und die mit Namen angegebenen Kinder) und spielten ihre Instrumente.
Das nächste dokumentierte Konzert der Musikerfamilie Ridt findet sich in den Frankfurter Ratsakten am 23. August 1625. Diesem zufolge gab die Familie am vorausgegangenen Sonntag in Frankfurt „in der obern großen Wahlstube“ (Rathaus?) dem „Hrn. Schultheißen, Herren Bürgermeistern und andern vornehmen Rathspersonen“ eine „liebliche ›Musica‹“. Dem Wortlaut der Frankfurter Ratsakte „uff allerley Instrumenten und Violen figurirt“ ist ein hochkarätiges Konzert der reisenden Familie zu entnehmen. Der als „frembder [aus ungenanntem Ort] vertriebene Musicant aus Österreicht“ Fortunatus Ridt erhielt für den Auftritt mit seiner Familie 24 Reichsthaler. Der Zusatz „vertrieben“ weist auf den 1618 in Prag begonnenen Dreißigjährigen Krieg. Bis 1625 hatte der Musiker „über ungefähr zwanzig Jahre“ eine gehobene, gut bezahlte Stellung als Cammer Musicus am Stuttgarter Hof inne, sodass Dorothea als seine Tochter in Stuttgart geboren worden sein könnte. 1626 ist ein vierwöchiger Aufenthalt in Augsburg belegt.
Eine andere Frankfurter Ratsakte von 1627 enthält einen langen Bewerbungsbrief Fortunatus Ridts für ein weiteres Konzert in der Messestadt. Darin erwähnt er „seine“ geistliche Musik – er war offenbar auch Komponist – für deren Proben und Aufführung er um einen 14-tägigen Aufenthalt in einem Bürgerhaus der Stadt bittet. Er schreibt von einer erfolgreichen Reise seiner Familie nach Paris und betont, wie viel seine „Jugend“ von Pariser Lehrmeistern profitieren konnte. 1630 spielen sie in Hamburg im Saal des Klosters Maria Magdalenen, wofür sie zehn Reichsthaler erhalten. 1633 konzertierte die Familie in Dordrecht in den Niederlanden., am 22. September 1634 kamen sie nach Mühlhausen (Thür.) und gaben ein Konzert in der Barfüßerkirche. „Unter diesen ist ein Knäblein von 6 Jahren gewesen, welches so lieblich auf der Violgambe gespielt und dazu gesungen hat, daß man dergleichen noch nie in Mühlhausen erhöret hat.“ Der Musicus Fortunatus Riede erhielt für dieses Konzert vom Rat der Stadt 10 Taler.

Das Familienensemble unter Leitung des Vaters Fortunatus Ridt bestand spätestens 1631 aus zwei Söhnen und vier Töchtern, also insgesamt sechs Kindern. In diesem Jahr 1631 erschien in Leipzig die Schrift Lobwürdige Gesellschafft der Gelehrten Weiber von Johann Frauenlob, in der der anonyme Verfasser die vier Töchter der Familie hervorhebt, von denen „zwey noch sehr jung vnnd die eine kaum 8. Jahr alt“ seien. Dorothea vom Ried dürfte also großenteils im Verband ihrer Familie öffentlich aufgetreten sein. Die überschwängliche Beschreibung Frauenlobs insbesondere der Mädchen fährt fort: 

„wie sie denn, zu Wien, Prag, Leipzig, Wittenberg und andern Orthen neben ihren beyden Brüdern herrliche Proben ihrer Kunst gethan, daß sich männiglich zum höchsten darüber verwundern vnnd es mehr für eine Engelisch oder Himmlische als menschliche Musica rühmen müssen.“

 Er muss das Schicksal der Musikerfamilie schon vor 1631 verfolgt haben, um seinen ausführlichen Bericht über sie zu schreiben, den Koldau vollständig wiedergiebt.

### Musikalische Sozialisierung von Mädchen im 17. Jahrhundert
Die musikalische Förderung der Mädchen in dieser Musikerfamilie wurde vom Zeitgenossen Johann Frauenlob eigens hervorgehoben und wird von den Musikwissenschaftlerinnen Koldau und Otterstedt als Sonderfall und Glücksfall in der damaligen Zeit, insbesondere in Deutschland, bewertet. Öffentlich auftretende Instrumentalistinnen entsprachen nicht dem Rollenbild für Mädchen und Frauen im 17. Jahrhundert. Eher im privaten Kreis geduldet oder vielerorts auf der Opernbühne war die Sängerin, nur nicht in der Kirche. Aber eine Gambistin – solo – war unbekannt, galt doch dieses mit den Beinen gehaltene Instrument für das weibliche Geschlecht als „unschicklich“. Darüber schrieb die Gambistin Annette Otterstedt das Kapitel: Ein ungehöriges Instrument? Gambe-spielende Frauen.

Dass man sich dennoch gelegentlich zu helfen wusste, hielt der reisende Student Johann Friedrich Armand von Uffenbach 1714 nach einem von ihm besuchten Konzert des Berner Collegium musicum knapp hundert Jahre später in seinem Tagebuch fest: 

„dass die Frauen als Gambenspielerinnen oder Sängerinnen im Collegium musicum mitwirkten, war denn doch weder orts- noch zeitüblich. […] man schuf einen besonders verdeckten Gang zum Künstlerraum, und das Musikpodium schloss man auf die geschilderte Weise [Vorhang] vom Raum der neugierigen Zuschauer und Zuschauerinnen ab. So hörte man die Frauenzimmer, wie sie die Musik exekutierten, sah sie aber nicht.“

Die Reise der Ridtfamilie nach Paris diente gezielt der musikalischen Förderung ihrer Kinder, und zwar gleichberechtigt den Söhnen und Töchtern, als sich im eigenen Land dafür, hauptsächlich wohl kriegsbedingt, keine Chancen boten. Unter dem Pseudonym Johann Frauenlob (Bezug auf Heinrich Frauenlob?) verbirgt sich ein Förderer der verkannten weiblichen Gelehrsamkeit sowie ein Bewunderer speziell des Lehrers und Erziehers seiner Töchter, Fortunatus Ridt. 

„Daß auch viel Weibspersonen in der Musica erfahren, ist männiglich unverborgen. Sonderlich ist sehr denckwürdig das wunderbahre vund unerhörte Exempel Herrn Fortunati Riedts aus Österreich seiner vier Töchter“

### Zusammenfassung der ältesten Quellen

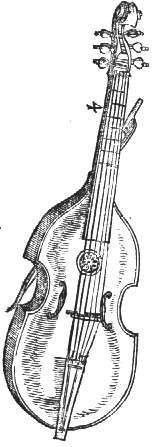
Viola bastarda aus dem Syntagma musicum von Michael Praetorius 1619

- 1620 Konzerte in Nürnberg im Gasthof Goldene Gans (?), in der Lorenzkirche, erzählt von Ricarda Huch in Der große Krieg in Deutschland und in der Frauenkirche.
- 1623 Bestätigung oder Anzeige eines weiteren Konzertes durch einen von Fortunatus Ridt dem Gastwirt der Goldenen Gans in Nürnberg gewidmeten Notendruck mit Widmungstitel und Angabe der Namen der mitwirkenden vier Kinder Maria, Adam, Matthias und Dorothea.[30]
- 1625 Bericht über ein Konzert der Familie in Frankfurt/Ratsakten.[31]
- Herbst 1627, Gesuch Fortunatus Ridts in den Frankfurter Ratsakten um Aufenthalt und Möglichkeit eines Konzertes seiner Familie.[32]
- 1631 erschien in Österreich ohne Ortsangabe, unter dem Pseudonym „Johann Frauenlob“, das Lexikon Lobwürdige Gesellschafft der Gelehrten Weiber.[33] In der Vorrede ist der erwähnte ausführliche Bericht über die Musikerfamilie Ridt zu lesen, der besonders die jungen vier Töchter hervorhebt. Er rühmt deren mit ihren Brüdern „auffs lieblichste“ musizierte Musik. Er ist vollständig bei Koldau, S. 516/17 abgedruckt. Es sind also seit 1620 noch zwei Töchter hinzugekommen.
- In Jena erschienen die drei Bände Musikalisch-Poetischer Lustwald und Fortgepflantzter Musikalisch-Poetischer Lustwald von Georg Neumark, in dessen 1657 erschienenem dritten Band, S. 35 f., der (von Walther als „Distichon“ genannte) Zweizeiler über die „berühmte“ Viola-da-Gamba-Spielerin Dorothea vom Ried enthalten ist. Sie ist namentlich solistisch hervorgehoben, ohne dass ihre Familie eigens erwähnt wird.[34]
- 1732 bezeichnete Johann Gottfried Walther sie alleine in seinem in Leipzig publizierten Musicalischem Lexicon „eine berühmte Violdagambistin“ und zitiert Neumarks „Distichon“.[35]
- Die Familie lebte zeitweise in den Niederlanden in Dordrecht, laut Nieuw Nederlandsch Biografisch Woordenboek Leiden, 1933.[36]

## Ein Instrument der Dorothea vom Ried?
In den Frankfurter Akten ist die Rede von „figuriertem Violenspiel“, was auf die Diminutionstechnik der Gambe (virtuose Verzierungstechnik) weist. Für diese spezielle, virtuose Technik benutzte man nördlich der Alpen eine Viola bastarda, eine Bassgambe, die, wie die Gambistin Annette Otterstedt beschreibt, im Gambenconsort eine solistische Rolle spielte. Das Instrument ist erkennbar an einer Rosette auf der Decke und einer Schnecke statt eines Kopfes. War eine „Viola bastarda“ das Instrument der „Solistin“ Dorothea vom Ried?

## Nachweise und Anmerkungen
1. ↑  Johann Gottfried Walther: Musicalisches Lexicon oder Musicalische Bibliothec.
2. ↑  Lobwidmung an Fortunato Ried. Seite 2 des Notendrucks von 1623. 5-stimmiges Glora von Christoph Buel
3. ↑  Georg Neumark: Fortgepflantzter Lustwald
4. ↑  Johann Gottfried Walther: Musicalisches Lexicon oder Musicalische Bibliothec.
5. ↑  Siehe Titelseite des Notendruckes von 1623, der sich auf das Nürnberger Konzert von 1720 bezieht: Mitteilung einer IP auf Diskussionsseite [URL http://digital.staatsbibliothek-berlin.de/werkansicht/?PPN=PPN789433788]
6. ↑  Annette Otterstedt: Die Gambe. Kulturgeschichte und praktischer Ratgeber. Bärenreiter, Kassel 1994, S. 80.
7. ↑  in unterschiedlicher Schreibweise des Namens. Linda Maria Koldau: Frauen Musik Kultur 2005, S. 517.
8. ↑  Linda Maria Koldau: Frauen Musik Kultur 2005, S. 516/17; dort auch Abdruck des Berichtes von Johann Frauenlob.
9. ↑  Koldau S. 518/519.
10. ↑  Frauenlob spricht von vier Töchtern und zwei Söhnen, sodass die erste Zeile des Verses „Stell nur dein Spielen ein, du ädler Musen Chor“ sich auf die übrige Familie, den „edlen Musen Chor“, beziehen könnte, wie sie im Musizieren innehält, um Dorotheas solistischem Spiel vor anwesendem Publikum den Vortritt zu lassen.
11. ↑  Druck von 1623, S. 2.
12. ↑  Otterstedt, S. 80. Das Dokument zu diesem Konzert teilt hier eine IP mit, siehe auf der Diskussionsseite und in  den Fußnoten.
13. ↑  Siehe Seite 2 des Druckes von 1623.
14. ↑  Koldau, S. 516.
15. ↑  Laut Nürnberger Druck von 1623 aus Pfaffstetten/Austriacum.
16. ↑  Koldau S. 516.
17. ↑  Koldau S. 517.
18. ↑  Vergleiche Zitat in Koldau S. 518.
19. ↑  Brief in Koldau S. 518.
20. ↑  Otterstedt S. 80.
21. ↑  Siehe die ausführliche Nachricht durch die IP auf der Diskussionsseite.
22. ↑  Jordan, Reinhard: Chronik der Stadt Mühlhausen 1600 - 1770, S. 80
23. ↑  Johann Frauenlob, mit ausführlicher Quellenangabe zitiert bei Koldau S. 516/17.
24. ↑  Johann Frauenlob: Lobwürdige Gesellschafft der Gelehrten Weiber, 1631. Reprint 2000, S. 114–159, hier S. 123 f.
25. ↑  So Frauenlob, zitiert nach Koldau, S. 116/117.
26. ↑  Koldau, S. 516 und 517.
27. ↑  Otterstedt S. 77ff. Siehe auch Koldau S. 517.
28. ↑  Eberhard Preussner: Die musikalischen Reisen des Herrn Uffenbach. S. 50.
29. ↑  Brief in Koldau S. 116.
30. ↑  Komposition von Christoph Buel Soli Deo Gloria, aufgeführt von der Familie Ried. URL
31. ↑  Koldau S. 516: Peter Epstein: Aus Frankfurter Ratsakten des 17. Jahrhunderts. In: Zeitschr. f. Musikwiss. 5, 1922/23, S. 368–374, hier S. 368. Eintrag vom 23. August 1625.
32. ↑   Vollständig abgedruckt bei Koldau, S. 518. Epstein S. 369.
33. ↑  PDF Titel und Text:
34. ↑  Koldau S. 517. Otterstedt, S. 80.
35. ↑  Walther: Lexicon, S. 476.
36. ↑  Mitteilung der genannten IP (s. Diskussionsseite): .
37. ↑  Annette Otterstedt: Die Gambe. Kulturgeschichte und praktischer Ratgeber. Darin: Die Viola bastarda, S. 121–124.

| Personendaten    | Personendaten |
| ---------------- | --- |
| NAME             | Ried, Dorothea vom |
| ALTERNATIVNAMEN  | Ried, Dorothee; Ried Dorothe; Ridt, Dorothea; Riedt, Dorothea; Ried, Dorothea; Ridt, Dorothea vom; Riedt, Dorothea vom |
| KURZBESCHREIBUNG | deutsche Gambistin |
| GEBURTSDATUM     | unsicher: 1615 |
| GEBURTSORT       | unsicher: Stuttgart oder Österreich                                                                                    |
| STERBEDATUM      | 17. Jahrhundert |